# Together We Are One
Together We Are One è una canzone pop scritta da Guy Chambers, Delta Goodrem e Brian McFadden. È stata pubblicata il 1º aprile 2006.